# 九州医療科学大学
九州医療科学大学（きゅうしゅういりょうかがくだいがく、英語: Kyushu University of Medical Science）は、日本の私立大学。宮崎県延岡市に本部を置き、学校法人順正学園によって運営されている。2024年4月に九州保健福祉大学から改称された。

## 沿革
- 1967年（昭和42年）1月 - 設置認可。
- 1999年（平成11年）4月 - 学校法人高梁学園（現・学校法人順正学園）によって九州保健福祉大学（きゅうしゅうほけんふくしだいがく）として開学。社会福祉学部に東洋介護福祉学科、社会福祉計画学科、臨床福祉学科を、保健科学部に作業療法学科、言語聴覚療法学科、視機能療法学科を設置
- 2002年（平成14年）4月 - 通信教育部、社会福祉学部臨床福祉学科を設置。大学院（通信制）社会福祉学研究科社会福祉学専攻修士課程、保健科学研究科保健科学専攻修士課程を設置。
- 2003年（平成15年）4月 - 薬学部薬学科（4年制）設置。大学院に通学制の大学院社会福祉学研究科社会福祉学専攻修士課程を設置。
- 2004年（平成16年）4月 - 大学社会福祉学部の社会福祉計画学科をスポーツ健康福祉学科と福祉環境マネジメント学科に改組。大学院に（通信制）社会福祉学研究科社会福祉学専攻博士（後期）課程、保健科学研究科保健科学専攻博士（後期）課程を設置。
- 2006年（平成18年）4月 - 薬学部薬学科を6年制に移行。
- 2007年（平成19年）4月 - 社会福祉学部の臨床福祉学科に臨床福祉専攻、臨床介護専攻、動物療法専攻を設置。社会福祉学部に子ども保育福祉学科を設置。保健科学部に臨床工学科を設置。
- 2008年（平成20年）4月 - 社会福祉学部臨床福祉学科に福祉ビジネス専攻設置。薬学部に動物生命薬科学科（4年制）設置。大学院の（通信制）社会福祉学研究科社会福祉学専攻博士（後期）課程を（通信制）連合社会福祉学研究科社会福祉学専攻博士（後期）課程へ改称し、吉備国際大学大学院との連合研究科設置。
- 2009年（平成21年）4月 - 社会福祉学部臨床福祉学科臨床介護専攻を社会福祉学部臨床福祉学科臨床心理専攻に改編。
- 2010年（平成22年）4月 - 視機能療法学別科を設置。
- 2012年（平成24年）4月 - 大学院医療薬学研究科医療薬学専攻博士課程設置。臨床工学別科を設置。
- 2014年（平成26年）4月 - 大学社会福祉学部のスポーツ健康福祉学科に鍼灸健康福祉コースを設置。
- 2015年（平成27年）4月 - 大学に生命医科学部生命医科学科設置。
- 2020年（令和2年）4月 - 大学社会福祉学部臨床福祉学科の臨床心理専攻を臨床心理学部臨床心理学科に改編。生命医科学部生命医科学科に臨床検査技師コース、臨床工学技士コース、ダブルライセンスコースを設置。
- 2024年（令和6年）4月 - 九州医療科学大学に改称。[1]

## 学部・学科
- 社会福祉学部
  - スポーツ健康福祉学科
    - 救急救命コース
    - スポーツ科学コース
    - 鍼灸健康コース
    - ソーシャルワークコース

  - 臨床福祉学科
    - 臨床福祉専攻
      - 介護福祉コース（募集停止）

    - 臨床心理専攻（2020年より臨床心理学部臨床心理学科に改組）

  - 子ども保育福祉学科（募集停止）
  - 東洋介護福祉学科（募集停止）
  - 福祉環境マネジメント学科（募集停止）
- 保健科学部
  - 作業療法学科（2020年度以降募集停止）
  - 言語聴覚療法学科（2020年度より臨床心理学部臨床心理学科言語聴覚コースに改組）
  - 視機能療法学科（2019年度以降学生募集停止）
  - 臨床工学科（2020年度より生命医科学部生命医科学科臨床工学技士コースに改組）
- 臨床心理学部
  - 臨床心理学科
    - 心理・福祉コース
    - 言語聴覚コース
- 薬学部
  - 薬学科（6年制）
  - 動物生命薬科学科（4年制）
- 生命医科学部
  - 生命医科学科
    - 臨床検査技師コース
    - 細胞検査士コース
    - 臨床工学技士コース（2025年度以降募集停止）
- 通信教育部社会福祉学部
  - 臨床福祉学科

## 大学院

### 通信制
- 社会福祉学研究科
  - 社会福祉学専攻 - 修士課程
- 連合社会福祉学研究科
  - 社会福祉学専攻 - 博士（後期）課程
- 保健科学研究科
  - 保健科学専攻 - 修士課程・博士（後期）課程

以上の他、吉備国際大学との連合大学院国際協力研究科がある。

### 通学制
- 医療薬学研究科
  - 医療薬学専攻（博士課程）

## 別科
- 視機能療法学別科
- 臨床工学別科

## 対外関係
- 2019年7月 県内12高等教育委機関による「大規模災害等発生時における連携・協力に関する協定書」を締結。

（本学、宮崎大学、宮崎県立看護大学、宮崎公立大学、南九州大学、宮崎国際大学、南九州短期大学、宮崎学園短期大学、都城工業高等専門学校、放送大学宮崎学習センター、宮崎県立農業大学校、航空大学校）

### 他大学との協定
- 放送大学[2]
- 2009年9月 宮崎大学と「連携協力協定」を締結。
- 2016年2月 学校法人博多学園と「教育提携協定」を締結。
- 2023年9月 国士舘大学と「包括連携協定」を締結。

## 著名な出身者
- 三好ジェームス（元RKB毎日放送社員、元同局アナウンサー、元沖縄テレビ放送アナウンサー）